# Gare de Yatomi
La gare de Yatomi (弥富駅, Yatomi-eki) est une gare ferroviaire de la ville de Yatomi, dans la préfecture d'Aichi au Japon. Elle est exploitée par les compagnies JR Central et Meitetsu.

## Situation ferroviaire
Yatomi est située au point kilométrique (PK) 16,4 de la ligne principale Kansai. Elle marque le début de la ligne Meitetsu Bisai.

## Historique
La gare est inaugurée le 25 mai 1895 comme gare de Maegasu (前ヶ須駅). Elle prend son nom actuel en novembre de la même année.

## Service des voyageurs

### Accueil
La gare dispose d'un bâtiment voyageurs, avec guichets, ouvert tous les jours.

### Desserte
- Ligne principale Kansai :
  - voie 1 : direction Kameyama
  - voie 2 : direction Nagoya
- Ligne Meitetsu Bisai :
  - voie 3 : direction Tsushima

### Intermodalité
La gare de Kintetsu-Yatomi de la compagnie Kintetsu est située à proximité.